# Garmin
Garmin est une entreprise américaine fondée en 1989 par Gary Burrell et Min H. Kao. Elle est spécialisée dans les systèmes de navigation par GPS dans le domaine automobile, l'aviation, la marine ou encore le sport. Elle est connue du grand public pour ses capteurs d'activités.

## Historique
La société Garmin est créée en octobre 1989 par deux ingénieurs américains, Gary Burrell et Min H. Kao, qui ont développé des assistants de navigation (GPS) pour l'aviation et l'armée. Baptisée à l'origine ProNav, la société est renommée en 1991 « Garmin », une combinaison des prénoms des deux associés (Gary et Min) à la suite de menaces de procès de la société NavPro.
Le premier produit de la société, un récepteur GPS destiné au marché de la marine lancé en 1990, enregistre plus de 5 000 commandes en dépit de son prix de 2 500 dollars. Les deux ingénieurs imaginent alors un récepteur GPS portable : il sera utilisé par l'armée américaine lors de la guerre du Golfe en 1991.
À partir des années 2000, Garmin se démocratise auprès du grand public via les navigateurs GPS destinés aux randonneurs. Son modèle Foretrex, premier du genre à pouvoir être porté au poignet, connaîtra un grand succès dans les domaines du cyclotourisme et de la navigation de plaisance. Il sera suivi par la série eTrex, qui est longtemps restée sans concurrence. La gamme Forerunner, qui cible les sportifs, permet de mesurer son activité sportive et sa santé par le biais d'une montre.
Avec la démocratisation du GPS, Garmin s'est orienté vers le marché des systèmes de navigation pour automobile avec sa gamme StreetPilot, puis avec sa gamme Nüvi et plus récemment avec sa gamme Drive. Elle a aussi lancé un modèle pour motards, le Zūmo. Garmin possède aussi une division spécialisée dans les équipements pour l'aviation produisant entre autres une avionique avec des écrans LCD (Garmin G1000 et G3000) et commercialise une gamme de sonars pour la marine.

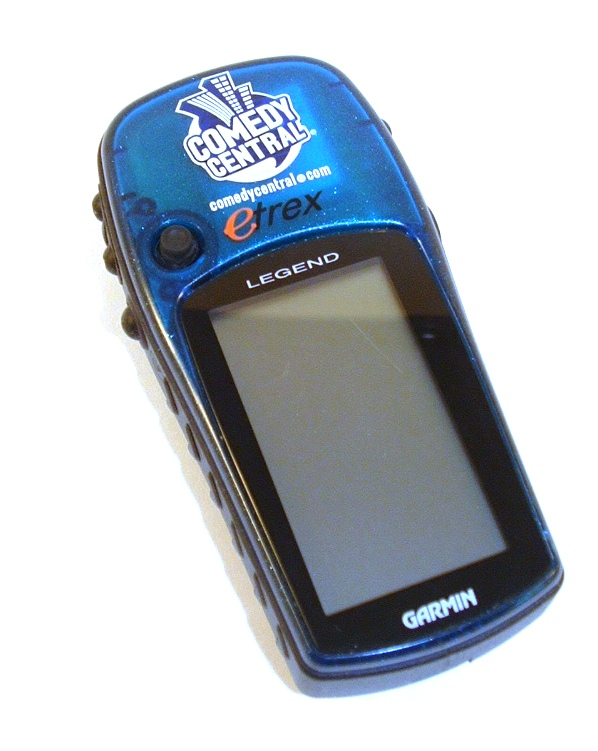
Un GPS Garmin portatif
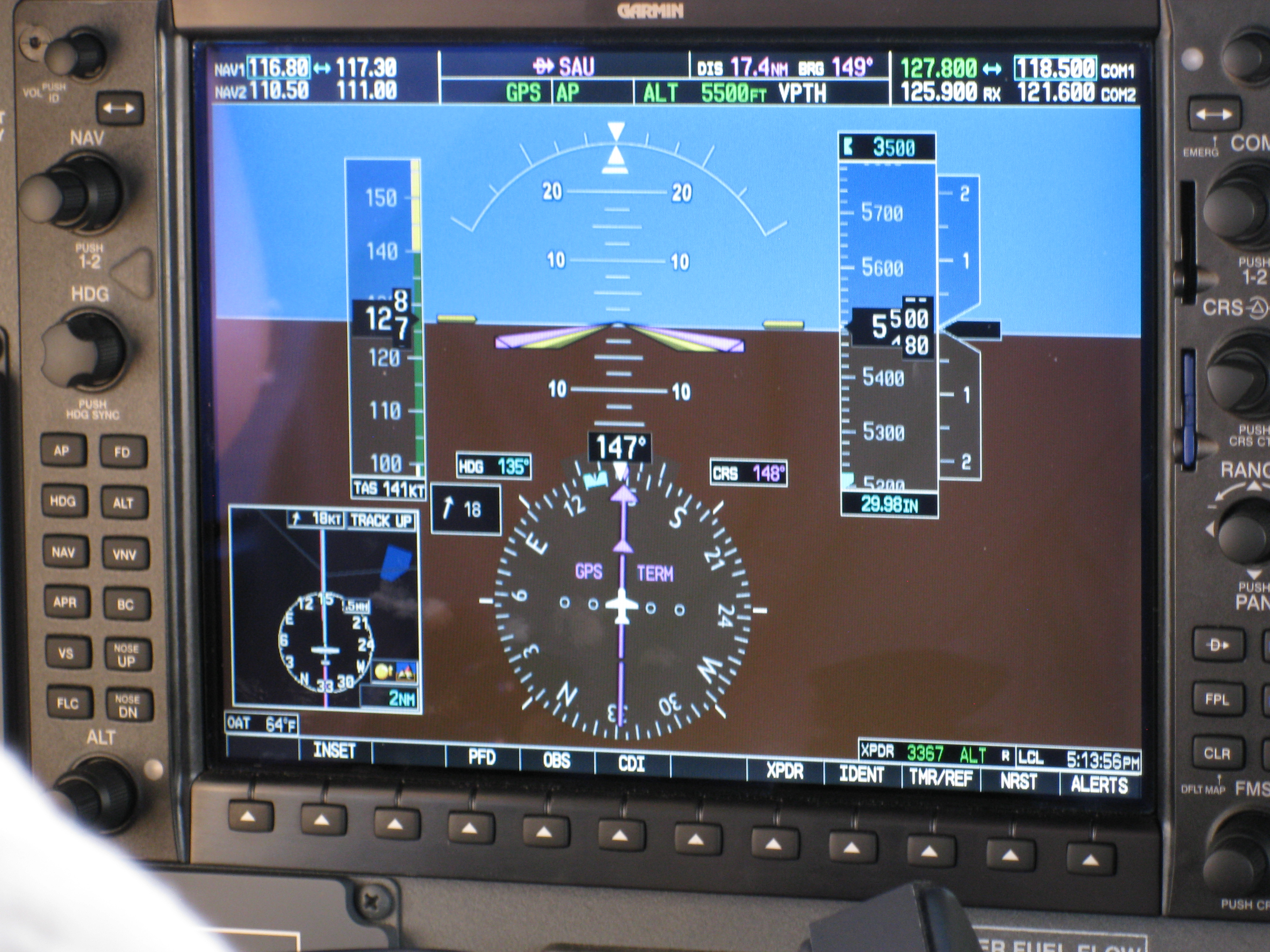
Système de navigation aérienne
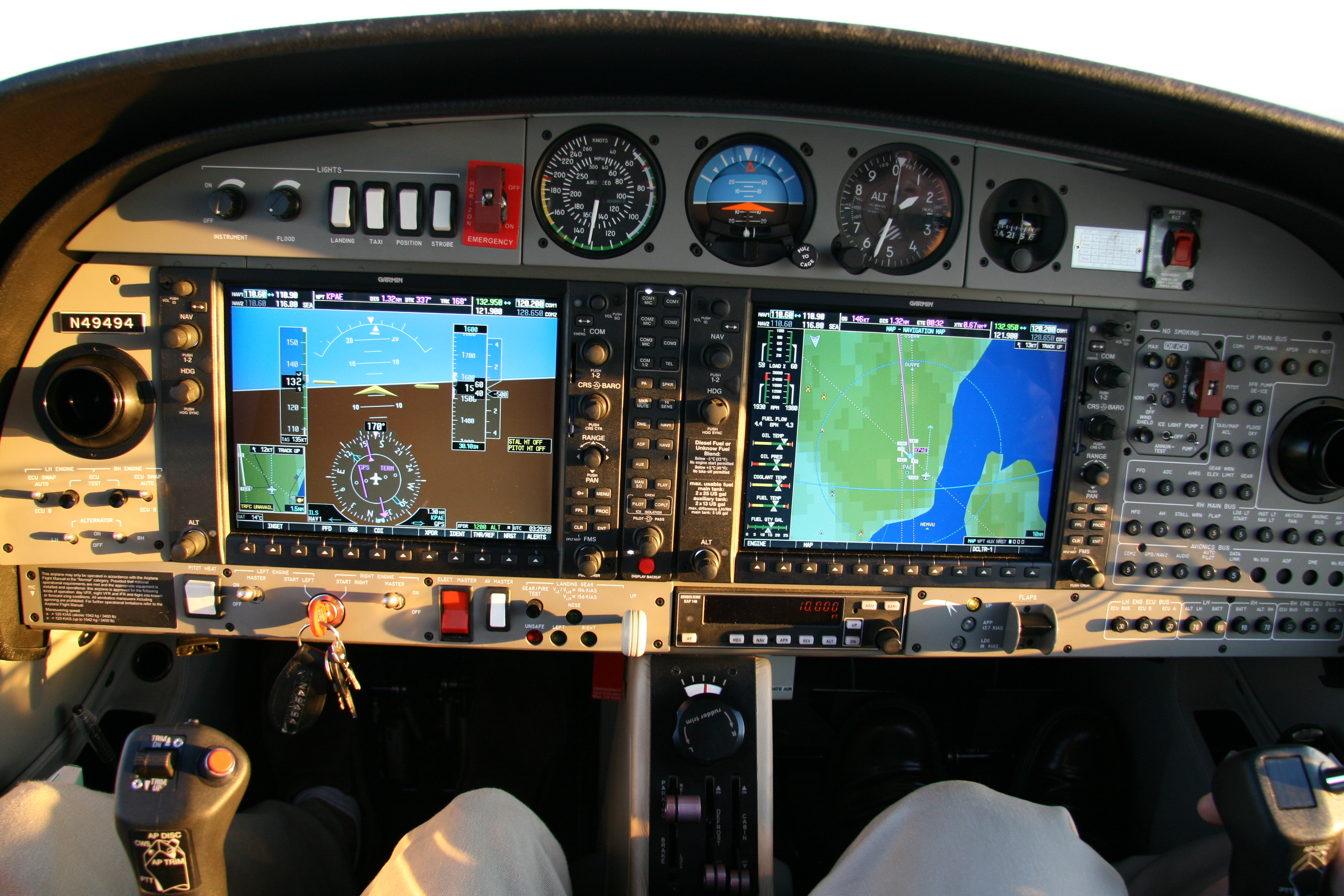
Cockpit d'avion équipé d'un Garmin G1000
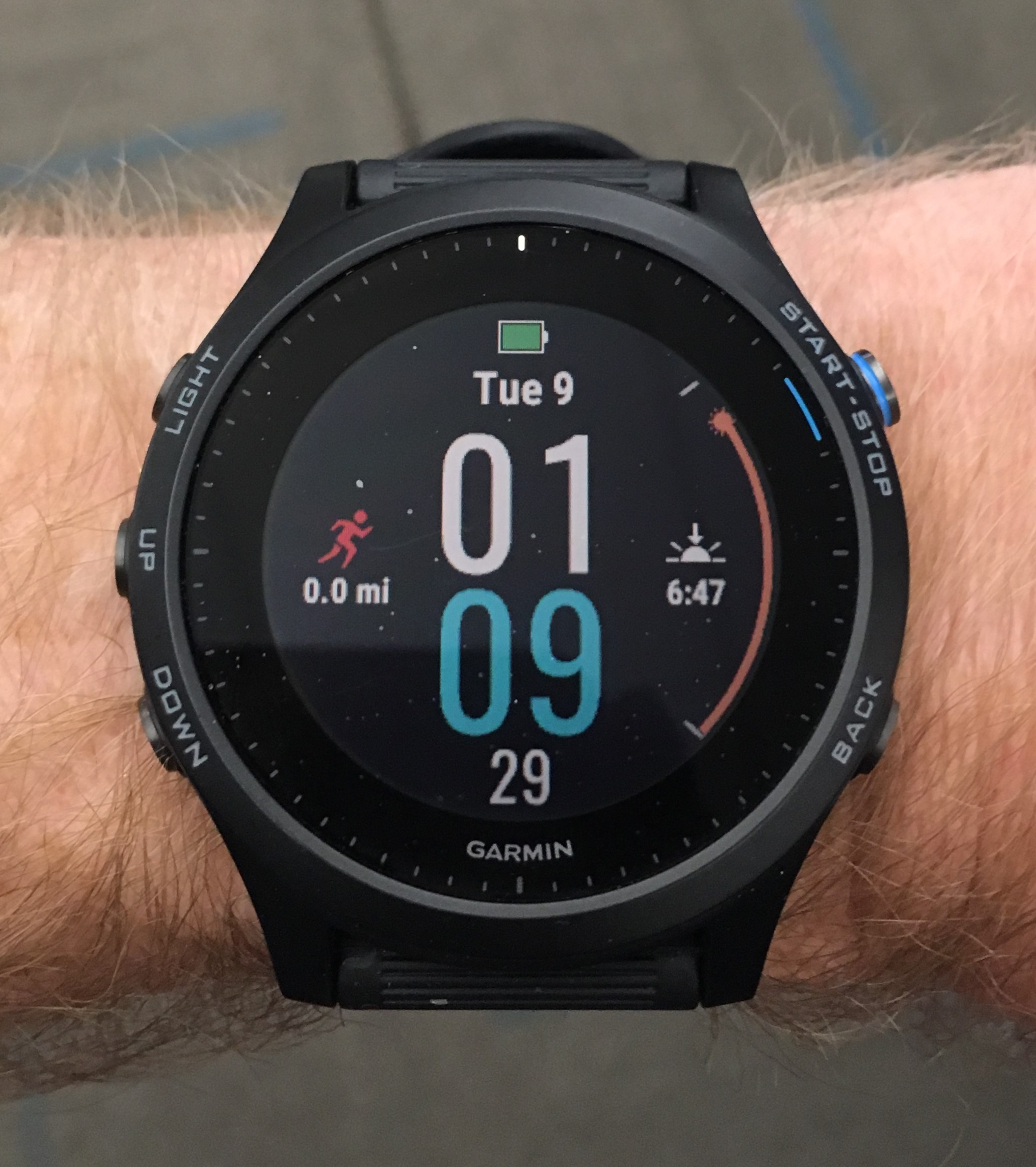
Montre Forerunner 945 portée au poignet

En 2003, Gary Burrell a quitté son poste de PDG, laissant les rênes de l'entreprise à son associé Min Kao.
En 2006, Garmin rachète la société EME Tec Sat, qui distribue ses produits en France, et qui est devenue Garmin France.
En 2019, le groupe a enregistré un bénéfice de 190,15 millions de dollars contre 142,6 millions d'euros l'année précédente.
En 2020, Garmin lance une montre connectée pour les gamers. Cette dernière, nommée Garmin Instinct Esports Edition intègre des fonctionnalités pour la pratique des jeux vidéo.
En 2020, Garmin intègre la technologie de recharge solaire sur ses montres Fenix 6 Solar, Instinct Solar et Tactix Delta Solar. Le verre PowerGlass intègre des zones photovoltaïques qui permettent d'augmenter l'autonomie des montres. La technologie "Solar" par Garmin est aussi présente sur ses modèles de GPS pour vélo la gamme "EDGE", les modèles 540, 840, 1040 sont les derniers à avoir été mis à jour, en 2023, avec cette technologie.

### Identité visuelle (logo)

De 1991 à novembre 2006.
À partir de novembre 2006.